# 육세나이트

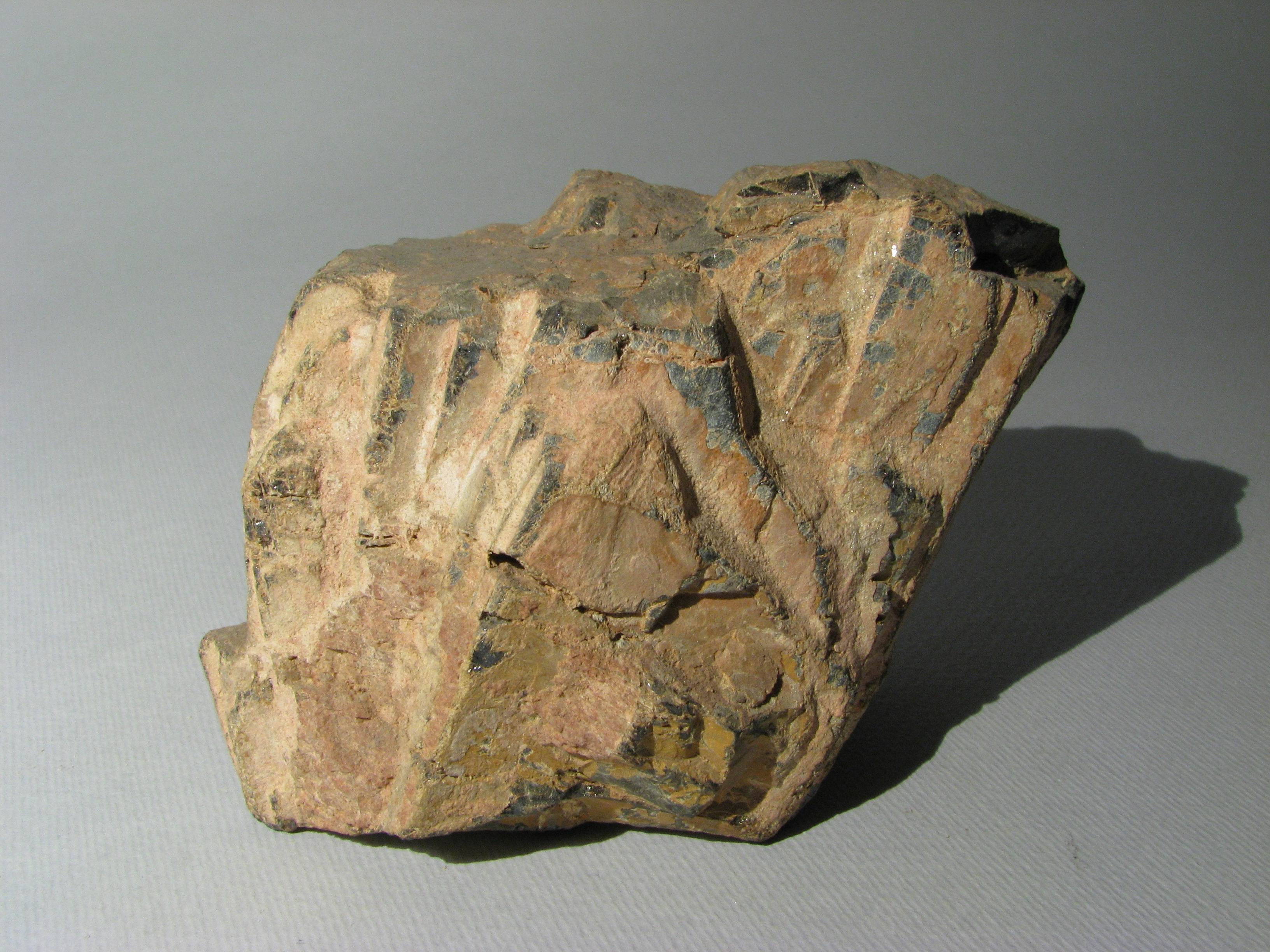

육세나이트(Euxenite)는 금속 광택이 있는 어두운 갈색 광물이다. 칼슘, 니오브, 탄탈럼, 세륨, 티타늄, 이트륨, 우라늄, 토륨과 그외 여러 가지 금속을 포함하고 있다. 화학식은 다음과 같다.(Y, Ca, Ce, U, Th)(Nb, Ta, Ti)2O6. 전리 방사선 때문에 비결정질이다.

## 이름 및 발견
1870년에 처음 기술되었으며 그리스어(εὔξενος)에서 이름이 유래되었다. 이는 낯선 사람에게 친절하거나 친절하다는 뜻으로, 그 안에 포함된 많은 희귀한 요소를 암시한다.

## 발생
화강암 페그마타이트와 해로운 검은 모래에서 발생한다.
전 세계적으로 많은 지역에서 발견되며, 특히 노르웨이 순피요르드(Sunnfjord) Jølster의 기준 지역에서 발견된다. 다른 위치로는 러시아의 우랄 산맥이 있다. 스웨덴 미나스제라이스, 브라질 마다가스카르 암팡가베, 캐나다 온타리오, 그리고 미국의 애리조나, 와이오밍, 콜로라도에 있다.

## 이용
육세나이트는 포함된 희토류 원소의 광석으로 사용된다. 희귀한 대형 크리스털도 보석류에 사용되었다.